# Teodulo
Teodulo  è un nome proprio di persona italiano maschile.

## Varianti
- Maschili: Teodolo[1]

### Varianti in altre lingue
- Catalano: Teòdul
- Francese: Théodule
- Greco antico: Θεοδουλος (Theodoulos)[2]
- Greco moderno: Θεόδουλος (Theodoulos)
- Latino: Theodulus[1][2], Theodolus[1]
- Polacco: Teodul
- Portoghese: Teódulo
- Russo: Феодул (Feodul)
- Spagnolo: Teódulo[2]

## Origine e diffusione
Deriva dal nome greco antico Θεοδουλος (Theodoulos), composto da θεος (theos, "dio") e δουλος (doulos, "schiavo", "servo"), quindi può essere interpretato come "schiavo di Dio", "servo di Dio".

## Onomastico
Il nome venne portato da diversi fra i primi santi; l'onomastico può essere festeggiato in una qualsiasi delle date seguenti:
- 4 aprile, san Teodulo, martire con sant'Agatopodo a Salonicco sotto Massimiano[3]
- 2 maggio, san Teodulo, martire con i genitori Espero e Zoe e il fratello Ciriaco ad Antalya, sotto Adriano[3]
- 3 maggio, san Teodulo, martire con Evenzio e Alessandro a Roma[3]
- 18 giugno, san Teodulo, martire con Leonzio e Ipazio a Tripoli
- 19 luglio, san Teodulo, martire con Macedonio e Taziano a Meros (Frigia) sotto Flavio Claudio Giuliano[3]
- 27 ottobre, san Teodoro o Teodulo, vescovo di Sion[3]

## Persone

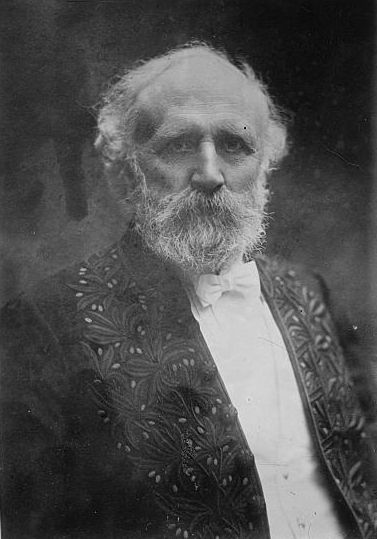
Théodule-Armand Ribot

- Teodulo Mabellini, compositore italiano

### Varianti
- Emile Theodule de Christen, militare francese
- Théodule-Armand Ribot, psicologo francese